# Lictor tchimbele
Espèce
Lictor tchimbele est une espèce d'araignées aranéomorphes de la famille des Salticidae.

## Distribution
Cette espèce est endémique du Gabon. Elle se rencontre dans les monts de Cristal vers Tchimbélé.

## Description
La carapace des mâles mesure de 2,5 à 3,2 mm de long sur de 2,3 à 2,5 mm et l'abdomen de 1,8 à 2,2 mm de long sur de 1,2 à 1,3 mm.

## Systématique et taxinomie
Cette espèce a été décrite par Wesołowska et Wiśniewski en 2023.

## Étymologie
Son nom d'espèce lui a été donné en référence au lieu de sa découverte, Tchimbélé.

## Publication originale
- Wesołowska & Wiśniewski, 2023 : « A contribution to thiratoscirtines from Central Africa with description of new genera and species (Araneae: Salticidae: Thiratoscirtina). » Annales Zoologici, vol. 73, no 3, p. 375-387.